# Chuck Wayne
Pour les articles homonymes, voir Wayne.
Chuck Wayne (né le 27 février 1923 à New York sous le nom de Charles Jagelka ; décédé le 29 juillet 1997 à Jackson, New Jersey) est un compositeur et un guitariste virtuose de jazz américain.

## Biographie
Il est né d'une famille tchécoslovaque. Dans sa jeunesse, il pratique le banjo, la mandoline et la balalaïka dans un orchestre russe. Il apprend ensuite la guitare en autodidacte. Au début des années 1940, il joue dans des établissements de la 52e rue et de Greenwich Village avec Clarence Profit, puis Nat Jaffe. Après deux années de service militaire, il rejoint le groupe de Joe Marsala en 1944.
Il est l'un des premiers guitariste à se lancer dans le bebop, après avoir entendu Charlie Parker. Il est guitariste pour Dizzy Gillespie (1945), dans l'orchestre de Woody Herman avec le trompettiste Sonny Berman (1946), et dans le premier quintet de George Shearing (1949-1952). Il est  également de 1954 à 1957 l'accompagnateur de Tony Bennett.
Il poursuit une carrière en free-lance et, dès 1959, travaille pour l'orchestre de la radio-TV CBS, se consacrant à la musique de variétés, à la pédagogie et au travail de studio. En 1962, il joue toutefois dans l'orchestre de Clifford Jordan, puis fait un retour en duo avec Joe Puma en 1973. Il publie un certain nombre de disques dans les années 60' et 70'. Dans les années 80', il enseigne au conservatoire de Westchester, à White Plains (New-York), et continue d'enseigner dans les années 90. Son approche analytique de la guitare a été reconnue et a donné lieu à une série de publications par Second Floor Music.
Il aura joué avec les plus grands, tels que Coleman Hawkins, Dizzy Gillepsie, Gil Evans, Lester Young, Zoot Sims, Hank Jones, Helen Merrill, Sarah Vaughan, Frank Sinatra et Barbara Streisand.

## Style

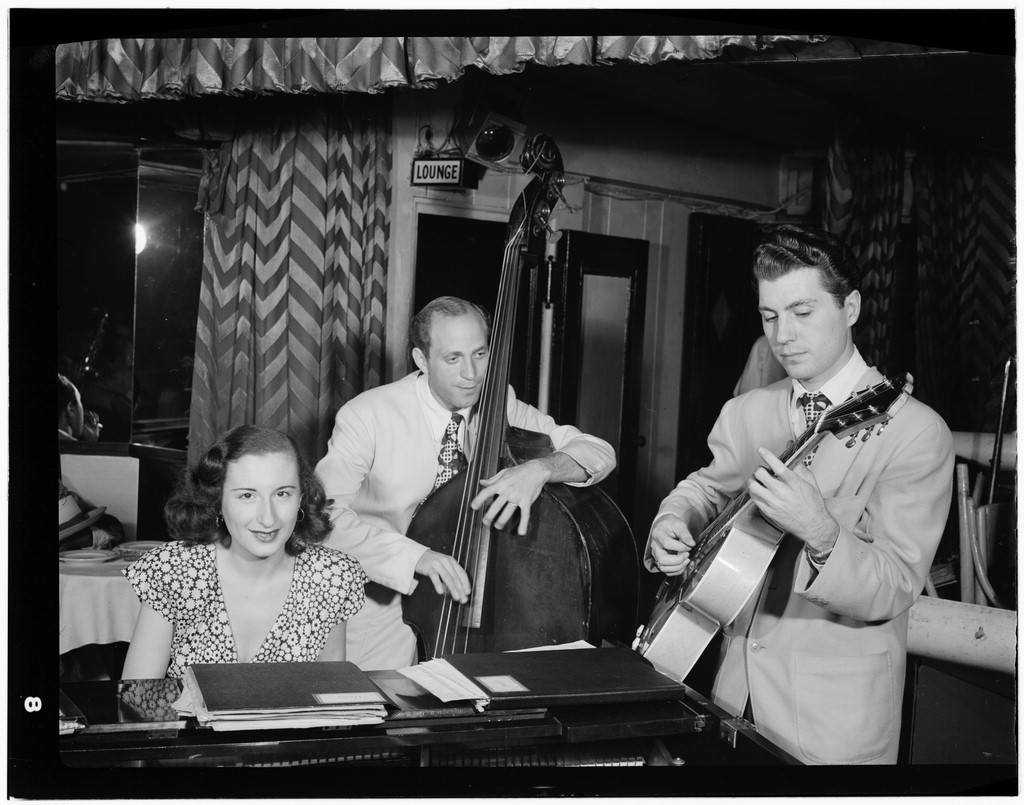
Chuck Wayne en 1947, avec Barbara Carroll au piano et Clyde Lombardi à la contrebasse

Il est capable de jouer dans le swing, dans lequel il a été formé, mais surtout dans le genre bebop. Il a développé un art de l'improvisation en contrepoint, ainsi que du legato, avec de nombreuses trouvailles rythmiques et harmoniques audacieuses, et une utilisation fouillée des accords de passage.

## Compositeur
Il a notamment composé la musique de la revue Orpheus Descending de Tenessee Williams, à Broadway.
Il est également le compositeur de « Sonny », du nom du trompettiste Sonny Berman de l'orchestre de Woody Herman à qui il dédie ce morceau. Il en existe un rare enregistrement de 1946. Toutefois, c'est sa reprise (thème et grille harmonique similaire) et auto-attribution sous le titre de Solar par Miles Davis, publié la première fois en 1954 sur Walkin', qui rendra cette mélodie mondialement célèbre, au point d'être devenu un standard de jazz, sans que l'attribution à son véritable créateur ne soit reconnue. Cet « emprunt », ou plagiat, a été mis en évidence en 2012 par Larry Appelbaum, spécialiste de jazz de la Bibliothèque du Congrès, après que celle-ci ait reçu les archives de Chuck Wayne de la part de sa femme, Diane Wayne,. Les premières notes figurent cependant sur la tombe du célèbre trompettiste, et non sur celle du méconnu guitariste.
Parmi ses autres compositions, on peut mentionner Butterfingers, Prospecting, I'll Get Along.

## Discographie
Chuck Wayne publie un certain nombre de disques, notamment dans les années 50' à 70',, parmi lesquels on peut mentionner : 
- 1953 - The Chuck Wayne Quintet
- 1953 - Tasty Pudding, avec Zoot Sims, Brew Moore, Ed Shaughnessy, George Duvivier, Harvey Leonard
- 1956 - The Jazz Guitarist
- 1957 - String Fever
- 1963 - Tapestry (contenant My Favourite Things, Satin Doll, 'Round Midnight, Greensleeves, etc.)
- 1965 - Morning Mist  (contenant Li'l Darlin', de Neal Hefti, Things Ain't What They Used to Be, Someone to Watch Over Me etc.)
- 1973 et 1974 - Interactions, avec Joe Puma
- 1976 - Traveling, avec Warren Chiasson, vibraphone, Jay Leonhart, contrebasse, Ronnie Bedford, batterie.
- 1976 - Skyliner - par The Chuck Wayne Trio and Quartet.
- 2000 - Alberta Clipper, Chuck Wayne & Tom Butts[13]